# (25154) Ayers
(25154) Ayers est un astéroïde de la ceinture principale.

## Description
(25154) Ayers est un astéroïde de la ceinture principale. Il fut découvert le 16 septembre 1998 à la station Anderson Mesa par le programme LONEOS. Il présente une orbite caractérisée par un demi-grand axe de 3,09 UA, une excentricité de 0,16 et une inclinaison de 1,6° par rapport à l'écliptique.

## Étymologie
Cet astéroïde est nommé en l'honneur de Robert Martin Ayers (1941–).